# Jan Jaroszewicz
Jan Jaroszewicz (ur. 27 maja 1903 w Mitawie, zm. 17 kwietnia 1980) – polski duchowny rzymskokatolicki, biskup pomocniczy kielecki w latach 1958–1967, biskup diecezjalny kielecki w latach 1967–1980.

## Życiorys
Studia teologiczne odbył w Kielcach, gdzie w 1925 przyjął święcenia kapłańskie, a także w Lublinie na Katolickim Uniwersytecie Lubelskim i Fryburgu, gdzie uzyskał doktorat z teologii. Był ojcem duchownym i profesorem seminarium duchownego, asystentem Akcji Katolickiej. Prowadził działalność charytatywną. Podczas okupacji kierował seminarium duchownym w Kielcach. W 1947 został kanonikiem kapituły katedralnej, a w 1949 wikariuszem generalnym diecezji. Został aresztowany i był więziony w Warszawie i Goleniowie (1951–1955).
10 grudnia 1957 został mianowany biskupem pomocniczym diecezji kieleckiej i biskupem tytularnym Letopolis. Sakrę biskupią przyjął 11 lutego 1958 z rąk biskupa Czesława Kaczmarka, zaś współkonsekratorami byli biskupi Michał Klepacz i Piotr Kałwa.
20 marca 1967 prekonizowany biskupem diecezjalnym diecezji kieleckiej, rządy w niej objął 17 września 1967. Przeprowadzał reformy w duchu soboru watykańskiego II, w którym brał udział. Był duszpasterzem żeńskich zgromadzeń zakonnych.
Brał udział w I, III i IV sesji soboru watykańskiego II.